# Hybe Corporation
 (кореј. 하이브) јужнокорејско је предузеће за забаву које је основао Банг Сихјук 2005. године као Big Hit Entertainment Co., Ltd. Послује као дискографска кућа, агенција за таленте, као и предузеће за управљање догађајима и концертну продукцију. Власник је неколико подружница, међу којима су: Big Hit Music, Source Music, Pledis Entertainment, Belift Lab, KOZ Entertainment и ADOR, који су колективно познати као Hybe Labels.